# Daniela Zemanová
Daniela Zemanová (* 30. září 1971 Jablonec nad Nisou) je česká soudkyně. Působila u liberecké pobočky Krajského soudu v Ústí nad Labem, kde se specializovala na rodinněprávní a opatrovnické věci. V letech 2014 až 2020 byla prezidentkou Soudcovské unie ČR. Od roku 2023 je soudkyní Ústavního soudu ČR.

## Život
Původně chtěla studovat knihovnictví, nakonec ale absolvovala Právnickou fakultu Univerzity Karlovy. Její bratr je však knihovníkem a ona sama čte ráda a neustále.
V soudnictví působí od roku 1998, kdy nastoupila k Okresnímu soudu v Liberci do přípravné služby justiční čekatelky. Soudkyní byla jmenována v roce 2001, specializovala se na správní právo a působila u liberecké pobočky Krajského soudu v Ústí nad Labem. Od roku 2005 byla dočasně přidělena k Nejvyššímu správnímu soudu, jehož soudkyní se stala o rok později. Působila zde v pozici předsedkyně senátu a byla členkou zvláštního sedmičlenného senátu rozhodujícího ve věcech volebních a politických stran. Od 1. října 2018 působila jako soudkyně na civilním úseku Městského soudu v Praze. Poté se vrátila ke Krajskému soudu v Ústí nad Labem, kde se stala místopředsedkyní pro jeho libereckou pobočku a předsedkyní senátu na správním úseku.
Angažuje se i v justiční samosprávě, dlouhodobě se např. věnuje otázkám výběru soudců. Je dlouholetou členkou zkušební komise pro justiční odborné zkoušky.

### Předsedkyně Soudcovské unie ČR
Členkou Soudcovské unie je už od doby svého jmenování soudkyní, po dvě funkční období byla její první viceprezidentkou a 18. října 2014 byla zvolena prezidentkou. Získala celkem 76 hlasů ze sta možných a vystřídala tak Tomáše Lichovníka.
Dne 6. října 2017 byla Daniela Zemanová opětovně zvolena prezidentkou Soudcovské unie ČR, poté co ve volebním klání v Ostravě porazila se ziskem 71 (ze 110) odevzdaných hlasů svého vyzyvatele, místopředsedu Nejvyššího soudu ČR JUDr. Romana Fialu. Funkci zastávala do listopadu 2020, kdy ji nahradil Libor Vávra.

### Ústavní soudkyně
V dubnu 2023 prezident Petr Pavel oznámil, že ji odborná komise navrhla do funkce ústavní soudkyně. Senátní ústavně-právní výbor nicméně schválení Zemanové senátnímu plénu nedoporučil, naopak senátní výbor pro lidská práva schválení doporučil. Dne 31. května 2023 nakonec celý Senát PČR vyjádřil souhlas s prezidentovou nominací Zemanové na soudkyni Ústavního soudu, když ji schválil 59 hlasy ze 79 přítomných senátorů. 5. června 2023 prezident Pavel Zemanovou jmenoval soudkyní Ústavního soudu.